# Hals
För andra betydelser, se Hals (olika betydelser).

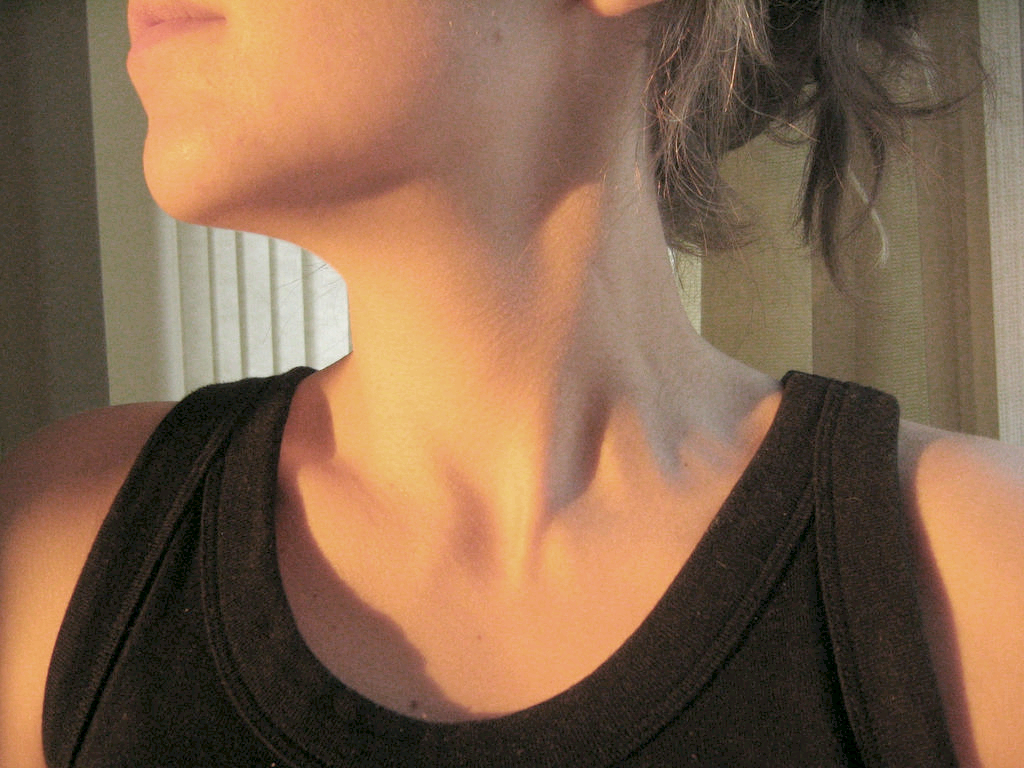
Människans hals

Halsen (collum) är en kroppsdel som förbinder huvud och bål. Med hals förstås ibland bara den mjuka framsidan, medan baksidan kallas nacke och halskotorna av ryggraden ibland kallas halsrygg. Den mjuka framsidan kallas ofta även strupe, och avser då i första hand luftstrupen. Hals kan även användas som synonym för luftstrupe och röstorgan i uttryck som "ge hals", "för full hals", "ont i halsen" och "sätta i halsen" (vrångstrupen).
Inom kläder och mode utgör halsen ett intressant gränsområde mellan den klädda kroppen och det nakna ansiktet och huvudet. Hit hör kragen eller dess frånvaro (dekolletage, urringning), slips, kravatt, halsduk och halsband.

## Delar av halsen med egna artiklar
- Svalg
- Matstrupe
- Luftstrupe
- Struphuvud
- Adamsäpple
- Struplock
- Stämband
- Nacke
- Ryggrad
- Ryggmärg

Halsens muskler delas in i följande grupper
- Halsens muskler (Riktiga muskler)
- Nackrosettens muskler (musculi suboccipitales)
- Övre tungbensmuskler (musculi suprahyoidei)
- Undre tungbensmuskler (musculi infrahyoidei)
- Halsens bindvävshinnor (fascia cervicalis; fascia colli)

| Halsens muskler                 | Halsens muskler |
| ------------------------------- | --------------- |
| Musculus longus capitis         |                 |
| Musculus longus colli           |                 |
| Musculus platysma               |                 |
| Musculus scalenus anterior      |                 |
| Musculus scalenus medius        |                 |
| Musculus scalenus minimus       |                 |
| Musculus scalenus posterior     |                 |
| Musculus sternocleidomastoideus |                 |

| Musculi suboccipitales                  | Musculi suboccipitales |
| --------------------------------------- | ---------------------- |
| Musculus obliquus capitis inferior      |                        |
| Musculus obliquus capitis superior      |                        |
| Musculus rectus capitis anterior        |                        |
| Musculus rectus capitis lateralis       |                        |
| Musculus rectus capitis posterior major |                        |
| Musculus rectus capitis posterior minor |                        |

| Musculi suprahyoidei   | Musculi suprahyoidei |
| ---------------------- | -------------------- |
| Musculus digastricus   |                      |
| Musculus geniohyoideus |                      |
| Musculus mylohyoideus  |                      |
| Musculus stylohyoideus |                      |

| Musculi infrahyoidei                    | Musculi infrahyoidei |
| --------------------------------------- | -------------------- |
| Musculus omohyoideus                    |                      |
| Musculus sternohyoideus                 |                      |
| Musculus sternothyroideus               |                      |
| Musculus thyrohyoideus                  |                      |
| (Musculus levator glandulae thyroideae) |                      |

| Fascia cervicalis; fascia colli | Fascia cervicalis; fascia colli |
| ------------------------------- | ------------------------------- |
| Lamina pretrachealis            |                                 |
| Lamina prevertebralis           |                                 |
| Lamina superficialis            |                                 |
| Vagina carotica                 |                                 |